# 圣吕斯
圣吕斯（法語：Sainte-Luce，法語發音：[sɛ̃t lys]）是法国海外省马提尼克的一个市镇，属于勒马兰区。

## 地理
圣吕斯（14°28'6"N, 60°55'18"W）面积28.02 平方千米，位于法国海外省马提尼克。
与圣吕斯接壤的市镇（或旧市镇、城区）包括：勒迪亚芒、里维耶尔皮洛特、里维耶尔萨莱。
圣吕斯的时区为UTC−04:00（大西洋时区）。

## 行政
圣吕斯的邮政编码为97228，INSEE市镇编码为97227。

## 政治
圣吕斯的现任市长为尼凯斯·蒙罗斯（Nicaise Monrose）先生，任期为2020-2026年。

## 人口

1962-2008年间圣吕斯人口变化图示

圣吕斯于2022年1月1日时的人口数量为9275人。